# Radhasoami

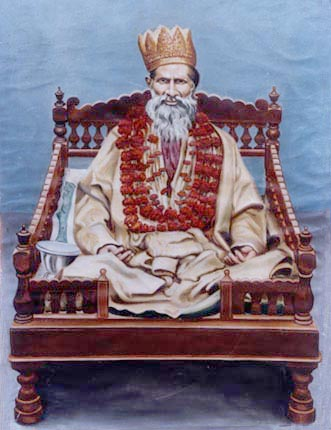
Shiv Dayal Singh auf seinem Meditationsstuhl

Radhasoami (gesprochen etwa Radha-Swami) ist der Name Gottes in einer bestimmten Ausprägung der Sant-Mat-Bewegung (Pfad der Meister). Die Anhänger dieser Religion werden meist Radhasoami-Satsangis genannt.
Der Glaube an Radhasoami, der aus Indien stammt, ist monotheistisch und steht in der Bhakti-Tradition. Durch seine Nähe zu den Lehren von Kabir Sahib, Guru Nanak und anderen ist er auch mit dem Sikhismus verwandt. Seine Anhänger berufen sich auf Shiv Dayal Singh, genannt Soami Ji Maharaj (1818–1878). Der 1861 gegründeten und seither in mehrere Zweige zersplitterten Religion gehören weltweit etwa 3 Millionen Mitglieder an. Jedoch hat nach eigenen Angaben alleine der Zweig Beas weltweit 4 Millionen Mitglieder.

## Lehre
Zu den Radhasoami-Glaubenslehren gehören die Existenz Gottes, die Einheit der Essenz Gottes mit der Seele des Menschen, und der Glaube an ein Leben nach dem Tod. Der Mensch besteht nach der Glaubenslehre aus den drei Teilen Körper, Geist und Seele, wobei die ersten beiden sterblich, die Seele jedoch unsterblich ist. Da die Essenz der menschlichen Seele (Atman) mit der Essenz Gottes (Param Atman) gleich ist, stellt der Mensch eine mikrokosmische Abbildung der gesamten Schöpfung dar.
Nach der Radhasoami-Glaubenslehre hat nicht der Körper eine Seele, sondern die Seele hat einen Körper. Die jenseitige, spirituelle Realität ist die eigentliche. Die Seele ist bereits im Himmel (Sat Lok), sie ist außerhalb von Raum und Zeit, auch wenn sie sich dessen nicht bewusst ist und die physische Welt für real hält. Die Menschen haben jedoch bereits jetzt, und zu ihren Lebzeiten, Zugang zur spirituellen Realität: Die Seele hat das Vermögen, spirituell „nach innen“, zu sehen und zu hören. Unter der Anleitung eines Meisters, der die dafür notwendige Technik bereits beherrscht und vermitteln kann, kann jeder Mensch durch Meditation diese „Bewusstseinsreise nach innen“ erlernen, das „innere Licht“ sehen und den „inneren Klang“ hören, die Zeichen des „inneren Lebens- und Energiestromes“. Diese Meditationstechnik wird Surat Shabd Yoga („Vereinigung mit Gott“) genannt.

## Satgurus und Zweige
Grundlegend für die religiöse Praxis der Radhasoami-Tradition ist die Guruverehrung und die Gemeinschaft mit einem spirituellen Lehrer im Satsang. Es wird geglaubt, dass Gott (Radhasoami) von Zeit zu Zeit heilige und erleuchtete Seelen auf die Erde sendet, um die Menschen in spirituellen Dingen zu unterweisen (z. B. Buddha, Jesus, Meister Eckhart, Guru Nanak usw.), dass jede Religion der Welt ein Überbleibsel der Lehren eines solchen Lehrers ist, und dass auch die Gurus ihrer Religion solche gottgesandten erleuchteten Lehrer darstellen. Diese „lebenden Meister“ werden Satguru genannt (wörtlich „wahrer Lehrer“), auch häufig Sant Satguru (Sant bedeutet etwa so viel wie Heiliger).
Der Religionsgründer Shiv Dayal Singh wird als Inkarnation Radhasoamis angesehen. Hierin besteht ein Unterschied zur Lehre Guru Nanaks und dem Sikhismus, wonach sich die höchste Gottheit niemals in Raum und Zeit inkarniert. Als er 1878 starb, hatte er bereits mehrere Tausend Anhänger, aber keinen designierten Nachfolger. Unter seinen Schülern taten sich mehrere als Nachfolger hervor und sechs davon trugen die Religion erfolgreich in getrennten Zweigen weiter.
Im Buch Sarbhajan (von Radhasoami Beas) steht sinngemäß in den letzten Anweisungen von Soamiji, bevor er den Körper verließ:
„Mein Weg ist der von Satnaam Anami, während Rhadasoami der Weg von (Raj) Saligram ist. Lasst ihn auch damit fortfahren.“
In jedem Zweig der Religion gibt es üblicherweise immer nur einen Satguru – wenn dieser stirbt, wird von der Gemeinschaft ein Nachfolger als der neue Satguru anerkannt. Wenn bezüglich des Nachfolgers Uneinigkeit herrscht, wie in der Vergangenheit einige Male geschehen, spalten sich neue Zweige innerhalb der Bewegung ab. Jeder Zweig hat so seine Abfolge der ihm als heilig geltenden Satgurus.
Der Zweig mit den heute meisten Anhängern ist der von Baba Jaimal Singh Ji Maharaj (auch Babaji Maharaj genannt), der seinen Satsang in Beas, Punjab gründete (Radha Soami Satsang Beas). Ein anderer Zweig beruht auf dem Nachfolger Raj Saligram und behielt sein Zentrum in der Stadt Agra.

## Lebensweise
Radhasoami-Satsangis leben streng lacto-vegetarisch und sehen als das Hauptziel des Menschen seine spirituelle Entwicklung an. Sie lehnen außer dem Konsum von Fleisch und Eiern auch Alkohol und jegliche Rauschmittel ab. Um vom Ziel der spirituellen Entwicklung nicht abzulenken, soll weltlicher Besitz auf das Notwendige beschränkt werden. Es gibt Aschrams, in denen die Satsangis in der Nähe ihres Satgurus leben können.
„Radhasoami“ wird von Angehörigen der Religion untereinander auch als Grußfloskel verwendet. Inder benutzen dabei gerne die in Indien allgemein übliche Grußgeste des Namaste.

## Gurinder Singh Dhillon
Der derzeitige lebende Meister des Zweiges Beas ist Gurinder Singh Dhillon (geboren 1954 in Punjab). Bevor er religiöser Meister wurde, war er als Geschäftsmann in Spanien tätig. Seine Familie, Dhillon, gehört zu den reichsten Familien in Indien; sie steht an 400. Stelle.
Gurinder Singh ruft zur Lebendorganspende auf. Seine Söhne sind CEOs in Unternehmen, die unter anderem mit Organspenden Geld verdienen, wie Logos oder Religare. Kritiker bemängeln, dass Gurinder Singh seinen Einfluss nutze, um seinen eigenen Reichtum und den seiner Familie zu mehren.